# نادي زيرفاني
نادي زيرفاني الرياضي (بالكردية: یانه ی زێڕه ڤانی) هو فريق كرة قدم عراقي، يقع مقره في دهوك، كردستان، العراق، تم تأسيسه باسم نادي بيرس في عام 1993، وتم تغيير الاسم إلى نادي زيرفاني في عام 2011، يلعب في الدوري العراقي الممتاز والدوري الكردستاني الممتاز.

## روابط خارجية
- الموقع الرسمي نسخة محفوظة 2013-06-22 على موقع واي باك مشين.